# سرودخوان‌های مورچه‌خوار
سرودخوان‌های مورچه‌خوار (نام علمی: Dysithamnus) نام یک سرده از تیره مورچه‌مرغ است.

## گونه‌ها
- Spot-breasted antvireo, Dysithamnus stictothorax
- سرودخوان مورچه‌خوار ساده،  Dysithamnus mentalis
- Streak-crowned antvireo, Dysithamnus striaticeps
- Spot-crowned antvireo, Dysithamnus puncticeps
- Rufous-backed antvireo, Dysithamnus xanthopterus
- سرودخوان مورچه‌خوار رگه‌سفید،  Dysithamnus leucostictus
- سرودخوان مورچه‌خوار سربی،  Dysithamnus plumbeus
- سرودخوان مورچه‌خوار دورنگ،  Dysithamnus occidentalis